# (9959) 1991 VF2
(9959) 1991 VF2 (1991 VF2, 1989 EZ3) — астероїд головного поясу, відкритий 9 листопада 1991 року.
Тіссеранів параметр щодо Юпітера — 3,613.